# Apple H1
Der H1 ist ein System-on-a-Chip von Apple und der Nachfolger des Apple W1, einem Chip für kabellose Audio-Kopfhörer. Er wurde erstmals in die AirPods der zweiten Generation eingebaut, die am 20. März 2019 vorgestellt wurden. Dieser findet in vielen Produkten Verwendung, hauptsächlich in Apples eigenen Wireless-Kopfhörern, den AirPods (ab der 2. Generation), AirPods Pro (nur 1. Gen.) und AirPods Max, sowie aber auch in kabellosen Kopfhörern der Firma Beats.

## Funktion
Wie auch beim W1-Chip handelt es sich bei dem H1 um einen System-in-Package-Chip (SiP). Der Chip integriert Energiemanagement und Speicher. Er verfügt über 10 Audio-Kerne und hat eine Größe von 4,12 mm auf 5,06 mm. Im Chip ist ein Modem zur Verarbeitung von Bluetooth-Verbindungen verbaut, ein digitaler Signalprozessor (DSP) zum Decodieren komprimierter Audiosignale und ein Koprozessor, welcher Sensorinformationen verarbeitet. Der H1 unterstützt jedoch nur den AAC-Audiocodec und nicht aptX oder LDAC, welche bei Android-Geräten einen besseren Klang erreichen können.

## Verbesserung zum W1
Apple selbst nennt auf seiner offiziellen Website eine längere Sprechdauer von einer Stunde, eine doppelt so schnelle Verbindung zwischen verschiedenen Geräten, die Möglichkeit „Hey Siri“ per Stimme zu aktivieren, sowie die Option, das Ladecase kabellos zu laden. Dies wird mittels Qi-kompatibler Ladelösung gewährleistet. Außerdem ist im H1 Bluetooth 5.0 integriert. Dadurch wird eine viermal so weite Distanz, über die das Gerät mit den Kopfhörern verbunden bleibt und eine doppelt so schnelle Übertragungsgeschwindigkeit erreicht. Außerdem ermöglicht der Chip durch die geringere Latenzzeit der Audioverarbeitung eine Geräuschunterdrückung in Echtzeit.

## Geräte mit H1
Folgende Geräte sind mit dem Apple-H1-Chip ausgestattet:
1. AirPods Max
2. AirPods Pro
3. AirPods (2. Generation)
4. AirPods (3. Generation)
5. Beats Fit Pro
6. Beats Powerbeats
7. Beats Powerbeats Pro
8. Beats Solo Pro

## Modelle
| Chip-Modellnummer | Gerät                 | Erscheinungsdatum |
| ----------------- | --------------------- | ----------------- |
| Apple 343S00289   | AirPods 2. Generation | 20. März 2019     |
| Apple 343S00290   | AirPods 2. Generation | 20. März 2019     |
| H1 SiP            | AirPods 3. Generation | 18. Oktober 2021  |
| H1 SiP            | AirPods Pro           | 28. Oktober 2019  |
| Apple 343S00404   | AirPods Max           | 8. Dezember 2020  |